# مسابقات جهانی تنیس روی میز ۱۹۸۳
مسابقات جهانی تنیس روی میز ۱۹۸۳ (انگلیسی: 1983 World Table Tennis Championships) سی و هفتمین دوره مسابقات جهانی تنیس روی میز است که در شهر توکیو، ژاپن برگزار شده‌است.
این مسابقات از ۲۸ آوریل تا ۹ مه ۱۹۸۳ در دو بخش تیمی و انفرادی انجام شده‌است.

## نتایج

### تیمی
| رویداد     | طلا                                                                     | نقره                                                                            | برنز                                                                                    |
| تیمی مردان | چین · کای ژنهوا · Fan Changmao · گوو یوهوا · جیانگ جیالیانگ · Xie Saike | سوئد · میکل اپلگرین · استلان بنگسون · اولف بنگسون · اریک لیند · یان اووه والدنر | مجارستان · گبور گرگلی · ایستوان یونیر · Zoltán Káposztás · Zsolt Kriston · János Molnár |
| تیمی زنان  | چین · کائو یانهوا · گینگ لیجوان · نی شیانلیان · تونگ لینگ               | ژاپن · Mika Hoshino · Emiko Kanda · Fumiko Shinpo · Tomoko Tamura               | کرهٔ شمالی · Chang Yong-ok · Kim Gyong-sun · ری پون-هوی · Li Song Suk                    |

### انفرادی
| رویداد        | طلا                         | نقره                     | برنز                    |
| انفرادی مردان | گوو یوهوا                   | کای ژنهوا                | جیانگ جیالیانگ          |
| انفرادی مردان | گوو یوهوا                   | کای ژنهوا                | وانگ هوی‌یوان            |
| انفرادی زنان  | کائو یانهوا                 | یانگ یونگ-جا             | چی یائوشیانگ            |
| انفرادی زنان  | کائو یانهوا                 | یانگ یونگ-جا             | هوانگ جونچون            |
| دونفره مردان  | زوران نیکولا دراگوتین شوربک | جیانگ جیالیانگ Xie Saike | Hiroyuki Abe سیجی اونو  |
| دونفره مردان  | زوران نیکولا دراگوتین شوربک | جیانگ جیالیانگ Xie Saike | وانگ هوی‌یوان Yang Yuhua |
| دونفره زنان   | دای لیلی Shen Jianping      | گینگ لیجوان هوانگ جونچون | کائو یانهوا نی شیانلیان |
| دونفره زنان   | دای لیلی Shen Jianping      | گینگ لیجوان هوانگ جونچون | Pu Qijuan تونگ لینگ     |
| دونفره مختلط  | گوو یوهوا نی شیانلیان       | چن شینهوا تونگ لینگ      | کای ژنهوا کائو یانهوا   |
| دونفره مختلط  | گوو یوهوا نی شیانلیان       | چن شینهوا تونگ لینگ      | Xie Saike هوانگ جونچون  |